# فاندا (اوبرا)
فاندا (بالتشيكية: Vanda) هي أوبرا مبكرة للمؤلف التشيكي أنطونين دفورجاك، وتدور حول الأميرة الأسطورية فاندا من كراكوف، بولندا. تم تحويل القصة إلى عمل أدبي في سياق النهضة القومية على يد يوليان سورزيتسكي من وارسو، وهو ناشط قومي بولندي ومهندس مدني وشاعر بين الحين والآخر. تُرجمت قصته من اللغة البولندية إلى التشيكية بواسطة فاتسلاف بينيش شومافسكي، ثم عُدلت إلى نص أوبرالي بالتعاون مع فرانتشيك زاكريش في عام 1875.
أقيم العرض الأول للأوبرا في 17 أبريل 1876 على خشبة مسرح بروفيسوري في براغ.

## الخلفية
بعد النجاح النسبي لأعمال دفورجاك السابقة مثل الملك والفاكهاني والراهب، رغب دفورجاك في كتابة أوبرا وطنية مستلهمة من التاريخ السلافي. اختار أسطورة الأميرة البولندية فاندا التي ضحت بنفسها من أجل بلادها، وذلك في وقت كانت فيه مشاعر القومية تتصاعد في الأراضي التشيكية.

## الحبكة
تدور أحداث الأوبرا في العصور الوسطى في كراكوف، بولندا. تبدأ القصة بعد وفاة الأمير والد فاندا، حيث تُتوج هي ملكة. يطلب منها الأمير الألماني رودجر الزواج من أجل توحيد المملكتين، لكنها ترفض، مفضّلة الاستقلال. يشن رودجر الحرب على بولندا، لكن فاندا تهزمه بمساعدة شعبها، وتضحي بنفسها بإلقاء نفسها في نهر فيستولا لترضية الآلهة وضمان السلام لمملكتها.

## الأداء والاستقبال
رغم أن دفورجاك كان يعتبر فاندا من أهم أعماله، إلا أن الأوبرا لم تنجح جماهيريًا في عروضها الأولى. كان النص يُنتقد بسبب تعقيده وثقل لغته، كما لم تلقَ الموسيقى نفس الثناء الذي حازته أعمال دفورجاك اللاحقة. ومع ذلك، تحتوي الأوبرا على العديد من المقاطع الموسيقية اللافتة التي تُظهر بدايات نضوج أسلوب دفورجاك.